# Software do sistema Nintendo DSi
O software do sistema Nintendo DSi é um conjunto de versões de firmware atualizáveis e um frontend de software no console de videogame Nintendo DSi (incluindo sua variante XL). As atualizações, que são baixadas através da conexão do sistema com a Internet, permitem à Nintendo adicionar e remover recursos e software. Todas as atualizações também incluem todas as alterações das atualizações anteriores.

## Tecnologia

### Interface de usuário
A interface do usuário do Nintendo DSi foi redesenhada a partir do Nintendo DS e do Nintendo DS Lite. A interface de usuário do DSi é uma única linha de ícones que podem ser navegados deslizando a caneta sobre eles. Quando você tira uma foto usando L/R, ela é exibida na tela superior do menu inicial. No menu inicial, o usuário pode tirar uma foto a qualquer momento pressionando os botões laterais. Enquanto o sistema está ligado, o botão liga/desliga atua como um botão de reinicialização suave que retorna o usuário ao menu inicial.
O Nintendo DSi oferece alguns aplicativos integrados. Inicialmente, os usuários podem acessar cinco programas no menu principal: DSi Camera, DSi Sound, DSi Shop, PictoChat e Download Play. O menu do DSi é semelhante à interface do Canal do Nintendo Wii, pois novos programas podem ser baixados e adicionados à interface. A aplicação DSi Camera permite tirar imagens e aplicar vários filtros. O aplicativo DSi Sound é tematicamente semelhante ao DSi Camera, servindo como gravador e editor de som (junto com um reprodutor de música AAC de baixa taxa de bits). Os recursos incluem equalizadores e moduladores temáticos que modificam a voz do usuário para soar semelhante a um robô ou periquito (Toy Story 3 é o único jogo aprimorado para DSi a usar o mecanismo modulador de áudio do DSi). A DSi Shop serviria como a versão para DS do Wii Shop Channel.

### Recursos multimídia
Ao contrário dos consoles portáteis anteriores da Nintendo, como o Nintendo DS e o Nintendo DS Lite, o Nintendo DSi possui suporte integrado para reprodução de música. O programa DSi Music está dividido em dois modos: gravação de voz e reprodução de música. Ambos oferecem muito valor de entretenimento por causa das ferramentas e truques que a Nintendo incluiu. O modo de gravação permite aos usuários gravar no máximo 18 clipes com duração máxima de 10 segundos. Depois de gravar um clipe, eles podem brincar com ele de várias maneiras. Por exemplo, os usuários podem fazer o clipe ser reproduzido para trás ou para frente, isolar pequenas seções usando a repetição AB e modificar a velocidade e o tom arrastando um ponteiro em um gráfico 2D. Eles também podem aplicar 12 efeitos ao clipe, que podem ser usados para transformar o som. O modo de reprodução de música também possui muitas opções de reprodução. Depois que uma música é carregada, os usuários podem alterar a velocidade e o tom, assim como no modo de gravação. Eles também podem sobrepor as gravações feitas no modo de gravação às músicas a qualquer momento. Além disso, a Nintendo forneceu um conjunto de efeitos sonoros que podem ser selecionados rapidamente usando a caneta e depois inseridos livremente usando os botões de ombro.
Ao contrário do aplicativo DSi Camera integrado, que não lê nenhum arquivo que não tenha sido gerado pelo próprio DSi, o aplicativo DSi Music não possui essa restrição quando se trata de arquivos e estrutura de diretórios. Quando os arquivos são armazenados em uma estrutura de diretórios multinível no diretório raiz do cartão SD, o DSi os analisa instantaneamente e exibe todos os diretórios internos para acesso rápido. Durante a reprodução, os usuários têm acesso a recursos como avanço, retrocesso e controles de volume. A Nintendo provavelmente imaginou o DSi Music como um substituto para um reprodutor de música real. Porém, existe uma desvantagem importante do aplicativo DS Music, ou seja, ele não suporta o popular formato MP3. Em vez disso, o player suporta apenas o formato AAC com extensões de nome de arquivo .mp4, .m4a ou .3GP. Além disso, em comparação com o PlayStation Portable da Sony, é mais difícil conectar o DSi com um PC, pois não há porta USB no sistema. Para transferir músicas e podcasts, os usuários precisarão remover o cartão SD e conectá-lo diretamente ao PC.

### Recursos da Internet
Uma das principais atualizações que o Nintendo DSi traz para a linha Nintendo DS é a conectividade total de rede. Ao contrário do Nintendo DS original e do Nintendo DS Lite, que apresentavam apenas conectividade de rede mínima, o conteúdo de download e as atualizações de firmware estão no centro da experiência DSi, semelhante aos consoles Wii e PlayStation Portable da Sony. Por exemplo, quando os utilizadores ligam o sistema pela primeira vez e clicam no ícone DSi Shop no menu principal, são imediatamente solicitados a executar uma atualização de firmware. O Nintendo DSi suporta criptografia sem fio WEP, WPA (AES/TKIP) e WPA2 (AES/TKIP); apenas software com suporte integrado pode usar os dois últimos tipos de criptografia, pois não eram suportados pelo DS e DS Lite.
Com o aplicativo DSi Shop, os usuários podem adquirir vários títulos DSiWare. A música fofa e a interface em blocos são um tanto semelhantes às do Wii. Os usuários podem fazer login permanentemente com sua conta do Club Nintendo para rastrear recompensas de compra, e a interface principal de compras também permite que os usuários adicionem DSi Points e leiam o manual da loja DSi. Tal como acontece com as atualizações de firmware, a experiência de compra do DSi é bastante semelhante à do Wii, embora um grande problema do DSi Shopping seja a velocidade lenta.
Além disso, como o Nintendo DS e DS Lite anteriores, o Nintendo DSi inclui um navegador web, que é uma versão do navegador Opera. Possui suporte para o objeto canvas HTML5 e opacidade CSS. No entanto, existem limitações para esses recursos. Além das velocidades lentas de download, o navegador tem dificuldade em renderizar páginas. Por exemplo, muitas páginas não carregam completamente e não é compatível com arquivos de filmes, arquivos de música ou Adobe Flash em sites de conteúdo multimídia como o YouTube. A Nintendo Life avaliou o navegador com 7/10 pontos, chamando-o de "vale a pena ter", apesar de suas limitações, e melhorou em relação à encarnação do Nintendo DS.

### DSiWare e compatibilidade com versões anteriores
Na Nintendo DSi, há uma coleção de jogos e aplicativos projetados especificamente para o console portátil Nintendo DSi e disponíveis para download na DSi Shop, conhecida como DSiWare. Uma vez que estes jogos e aplicações são especificamente direcionados para a Nintendo DSi, não são compatíveis com as consolas Nintendo DS originais ou Nintendo DS Lite. A Nintendo DSi é o primeiro portátil com região bloqueada da Nintendo; impede o uso de determinados softwares lançados para outra região, ao contrário dos modelos originais da Nintendo DS. Mas como membro da linha Nintendo DS, a Nintendo DSi é compatível com versões anteriores da maioria dos jogos originais da Nintendo DS, e o software do cartucho compatível com modelos anteriores, incluindo jogos originais do DS, navegação na Internet e compartilhamento de fotos não são bloqueados por região. Mais tarde, seu sucessor, os consoles Nintendo 3DS, também adotou essa abordagem e, como resultado, todos os jogos específicos do Nintendo DSi e 3DS ficam bloqueados em uma determinada região, enquanto os jogos originais do DS ainda são livres de região. Além do DSiWare, que é exclusivo do DSi (embora posteriormente também possa rodar em um 3DS), também existem jogos "aprimorados para DSi" contendo recursos exclusivos do DSi, mas ainda podem ser jogados com modelos anteriores do Nintendo DS. Embora a maioria dos jogos originais de DS possam rodar no DSi, o DSi não é compatível com versões anteriores de jogos Game Boy Advance (GBA) ou jogos originais de DS que exigem um slot GBA, uma vez que o próprio DSi não possui tal slot, ao contrário do DS e DS. Leve. Devido a esta ausência, o DSi também não é compatível com versões anteriores de acessórios que requerem slot GBA, como o Nintendo DS Rumble Pak. Cartuchos flash Homebrew projetados para modelos DS anteriores são incompatíveis com o DSi, mas novas placas capazes de rodar software DS (ou mesmo DSiWare) em um DSi estavam disponíveis. Embora os usuários não possam transferir DSiWare adquiridos em consoles Nintendo DSi entre unidades, a maioria dos DSiWare pode ser transferida para um Nintendo 3DS, embora não sejam dados salvos. Assim como o Nintendo DSi, o Nintendo 3DS é compatível com versões anteriores da maioria dos softwares Nintendo DS e Nintendo DSi.

## Histórico de atualizações
Esta é uma lista das principais atualizações do sistema do Nintendo DSi.
| Lançamentos de atualização do sistema Nintendo DSi | Lançamentos de atualização do sistema Nintendo DSi | Lançamentos de atualização do sistema Nintendo DSi                  | Lançamentos de atualização do sistema Nintendo DSi                                                | Lançamentos de atualização do sistema Nintendo DSi |
| Versão do sistema                                  | Versão do sistema (China/Coréia do Sul)            | Regiões                                                             | Datas de lançamento                                                                               | Notas |
| -------------------------------------------------- | -------------------------------------------------- | ------------------------------------------------------------------- | ------------------------------------------------------------------------------------------------- | --- |
| 1.4.5                                              | 1.4.6                                              | Estados Unidos · Japão · Europa · Austrália · China · Coreia do Sul | 11 de dezembro de 2012 - 13 de dezembro de 2012                                                   | Versão final. Nona atualização nos consoles japoneses, sexta atualização nos consoles dos EUA/Europa/Austrália, quinta atualização nos consoles chineses/coreanos. - Mudanças nos bastidores para bloquear cartuchos flash adicionais da Nintendo DS. |
| 1.4.4                                              | 1.4.5                                              | Estados Unidos · Japão · Europa · Austrália · China · Coreia do Sul | 22 de março de 2012                                                                               | Oitava atualização para consoles japoneses, quinta atualização para consoles dos EUA/Europa/Austrália, quarta atualização para consoles chineses/coreanos. - Mudanças nos bastidores para bloquear explorações de cartuchos da Nintendo DSi. |
| 1.4.3                                              | 1.4.4                                              | Estados Unidos · Japão · Europa · Austrália · China · Coreia do Sul | 29 de junho de 2011                                                                               | Sétima atualização para consoles japoneses, quarta atualização para consoles dos EUA/Europa/Austrália, terceira atualização para consoles chineses/coreanos. - Mudanças nos bastidores para bloquear cartuchos flash adicionais da Nintendo DS. |
| 1.4.2                                              | 1.4.3                                              | Estados Unidos · Japão · Europa · Austrália · China · Coreia do Sul | 10 de maio de 2011                                                                                | Sexta atualização para consoles japoneses, terceira atualização para consoles dos EUA/Europa/Austrália, segunda atualização para consoles chineses/coreanos. - Mudanças nos bastidores para bloquear exploits DSiWare baseados em salvamento de jogos. - Mudanças nos bastidores para bloquear cartuchos flash adicionais da Nintendo DS. |
| 1.4.1                                              | 1.4.2                                              | Estados Unidos · Japão · Europa · Austrália · China · Coreia do Sul | 7 de setembro de 2010                                                                             | Quinta atualização para consoles japoneses, segunda atualização para consoles dos EUA/Europa/Austrália, primeira atualização dos consoles chineses/coreanos. - Mudanças nos bastidores para bloquear cartuchos flash adicionais da Nintendo DS. |
| 1.4                                                | 1.4.1                                              | Estados Unidos · Japão · Europa · Austrália · China · Coreia do Sul | 30 de julho de 2009 - 3 de agosto de 2009                                                         | Quarta atualização para consoles japoneses, primeira atualização para consoles dos EUA/Europa/Austrália, versão inicial pré-instalada em consoles chineses/coreanos. - Adicionada integração do Facebook ao aplicativo Nintendo DSi Camera. (apenas em EUA/Japão/Europa/Austrália) - Aumenta a velocidade de exibição de fotos no aplicativo Nintendo DSi Camera. - Atualiza o aplicativo Nintendo DSi Browser. - Mudanças nos bastidores para bloquear cartuchos flash da Nintendo DS. |
| 1.3                                                |                                                    | Estados Unidos · Japão · Europa · Austrália                         | 26 de março de 2009 - 5 de abril de 2009                                                          | Terceira atualização para consoles japoneses, versão inicial pré-instalada nos consoles dos EUA, Europa e Austrália. - Adiciona o recurso "Search for Software" à Nintendo DSi Shop. - Corresponde os efeitos sonoros dos botões L/R ao volume da música na Nintendo DSi Sound. |
| 1.2                                                | Japão                                              | 18 de dezembro de 2008 - 3 de abril de 2009                         | Segunda atualização para consoles japoneses. - Mudanças feitas para distribuição de DSiWare pago. | |
| 1.1                                                | Japão                                              | Desconhecido                                                        | Primeira atualização para consoles japoneses. - A Loja Nintendo DSi já está disponível.           | |
| 1.0                                                | Japão                                              | 1 de novembro de 2008                                               | Versão inicial pré-instalada em consoles japoneses.                                               | |